# London General Omnibus Company

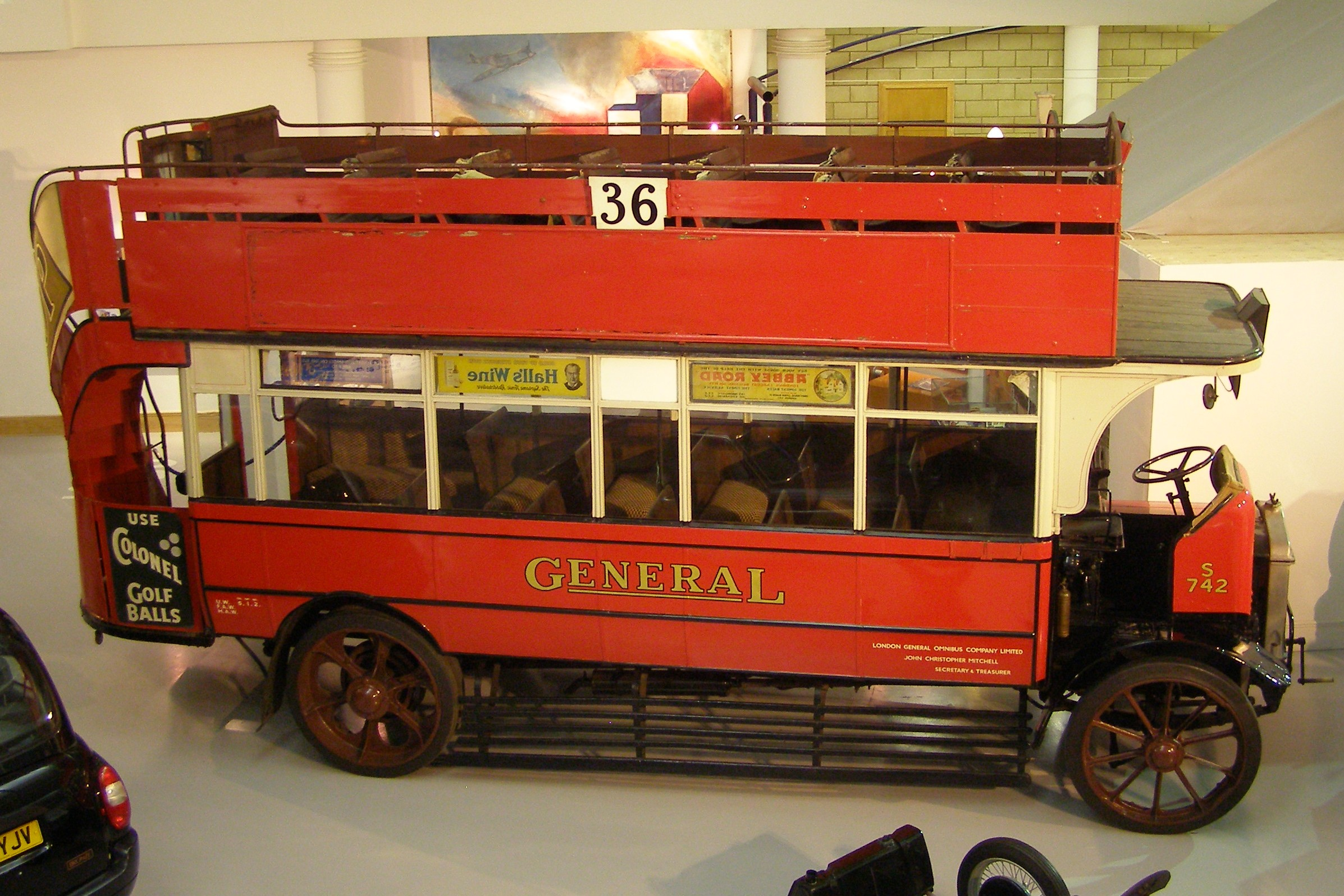
Un autobús antic de London General

London General Omnibus Company (LGOC), fou el principal operador d'autobusos de Londres entre el 1855 i 1933.
El 1912 l'empresa la va comprar Charles Yerkes i la va integrar a Underground Electric Railways Company of London Limited (UERL) que era la propietaria de la majoria d'empreses i línies del metro de Londres. Finalment el 1933 va a passar a mans públiques juntament amb la resta d'UERL i una altra companyia independent del metro per formar una única xarxa en l'empresa pública London Passenger Transport Board.